# Полонка (річка)
Поло́нка — річка в Україні, у межах Горохівського та Луцького районів Волинської області. Права притока Чорногузки (басейн Дніпра).

## Опис
Довжина 28 км, площа басейну 234 км². Долина трапецієподібна, завширшки до 3—4 км. Заплава симетрична, заболочена, завширшки до 500 м. Річище звивисте, часто замулене, завширшки 2—4 м; на окремих ділянках розширене, поглиблене і виплямлене. Похил річки 0,8 м/км. Споруджено бл. 20 ставків.

## Розташування
Полонка бере початок з джерел на околиці села Пустомити. Тече в межах Горохівської височини спершу на схід, далі — переважно на північний схід і північ. Впадає до Чорногузки на північ від села Коршів.
Притоки: Біла (ліва), Безіменна (права). 
При річці розташований орнітологічний заказник «Чаруків».